# Dolomedes laticeps
Dolomedes laticeps là một loài nhện trong họ Pisauridae.
Loài này thuộc chi Dolomedes. Dolomedes laticeps được Mary Agard Pocock miêu tả năm 1898.